# Massegros Causses Gorges
Massegros Causses Gorges is een gemeente in het Franse departement Lozère (regio Occitanie). De plaats maakt deel uit van het arrondissement Florac. Massegros Causses Gorges is op 1 januari 2017 ontstaan door de fusie van de gemeenten Le Massegros, Le Recoux, Saint-Georges-de-Lévéjac, Saint-Rome-de-Dolan en Les Vignes. De gemeente telde 936 inwoners op 1 januari 2022.

## Geografie
De oppervlakte van Massegros Causses Gorges bedroeg op 1 januari 2022 159,36 vierkante kilometer; de bevolkingsdichtheid was toen 5,9 inwoners per km².

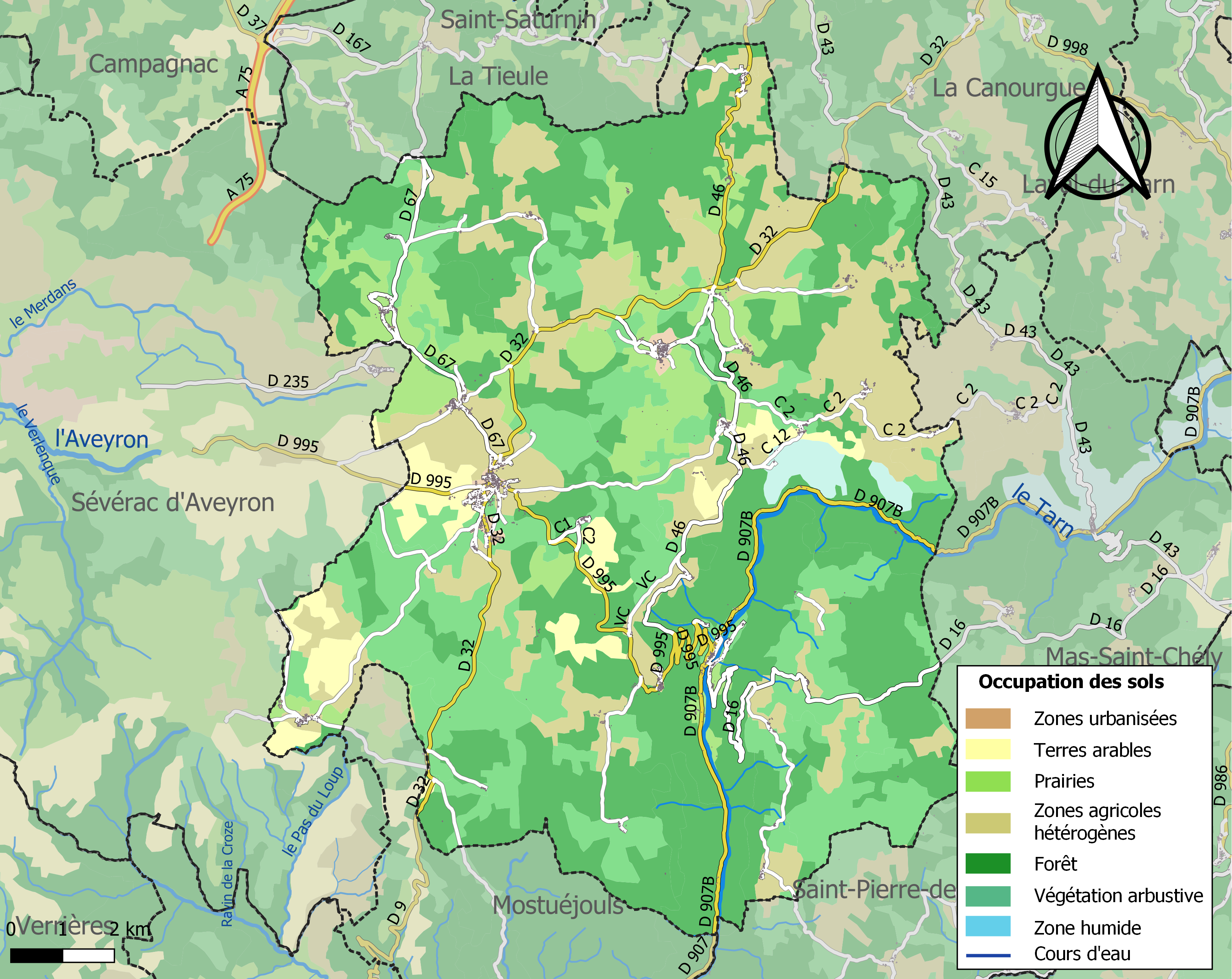
Kaart van de gemeente met de belangrijkste infrastructuur, bodemgebruik en omliggende gemeenten